# Беренштам-Кістяківська Марія Вільямівна
Беренштам-Кістяківська Марія Вільямівна (уроджена Беренштам; нар. 1869, Київ — пом. 25 лютого 1932, Київ) — українська громадсько-політична діячка, педагог, публіцист. Визначна діячка українського жіночого руху.

## Життєпис
Беренштам-Кістяківська Марія Вільямівна народилась у 1869 році у родині громадського діяча та науковця Беренштама Вільяма Людвіговича. Закінчила гімназію у 1886 році.
У 80-х роках XIX століття Беренштам-Кістяківська входила до Київської Громади. Тоді ж громадська діячка працювала координатором між гуртком Доброгаєвої на Київських вищих жіночих курсах та українським Гуртком 13 у Санкт-Петербурзі. Після смерті Доброгаєвої у 1888 році Марія Вільямівна разом з іншими активістками створила Гурток курсисток, що поступово перетворився на політичний гурток драгоманівського напрямку. Через те, що число курсисток щороку зменшувалося, а 1889 році Вищі жіночі курси були зовсім закриті, нових членок для гуртка знаходити стало важче. Тому восени 1889 року Марія Беренштам та Надія Новоборська вступили на курси сестер-жалібниць при Маріїнському товаристві Червоного Хреста для пошуку однодумців. Там вони створили гурток «Українська просвіта».
У другій половині 90-х років XIX століття Марія Беренштам-Кістяківська працювала в Петербурзькому Союзі Боротьби за Визволення робітничого класу і належала до загальноросійської соціал-демократичної партії. Однак, вступаючи в загальноросійські революційні організації, жінка не зреклась тих принципів федералізму, що увібрали в себе з вчення Михайла Драгоманова і як могла поширювала їх.
У 1895 році Марія Беренштам закінчила історико-філологічне відділення Бестужевських вищих жіночих курсів. У 1899 році вийшла заміж за філософа і соціолога Богдана Кістяківського.
У 1900 році за збереження забороненої літератури Марія Вільямівна була заарештована та декілька років перебувала під слідством.
З Беренштам-Кістяківська 1906 року входила до гуртка осіб, що об'єдналися в «Комісії родинної школи» при Педагогічному товаристві Московського університету. Співробітник, викладач географії Будинку вільної дитини, організованого комісією. Автор популярної праці «Рассказы о борьбе человека с природой», що протягом 1897—1921 років неодноразово перевидавалася (у 1901 році в перекладі українською вийшла у Львові). Брала участь у виданні журналу «Свободное воспитание». У 1920-х роках — старший статистик Інституту для виучування економічної кон'юнктури та народного господарства України ВУАН (1921), нештатний співробітник ІІІ відділу ВУАН з окремих наукових доручень (1923). Залишила спогади про батька, які зберігаються в ІР НБУВ–63.